# Metal God Essentials, Vol. 1
Metal God Essentials, Vol. 1 è un album di raccolta del gruppo heavy metal statunitense Halford, pubblicato nel 2007.

## Tracce
1. Resurrection – 3:58 (Rob Halford, Patrick Lachman, John Baxter, Roy Z)
2. Made in Hell – 4:14 (Halford, Z, Baxter)
3. Screaming in the Dark – 3:40 (Halford, Lachman, Z, Baxter)
4. Golgotha – 4:25 (Halford, Mike Chlasciak, Baxter)
5. Silent Screams – 1999 Demo – 7:16 (Halford, Bob Marlette)
6. Crystal – 4:50 (Halford, Z, Baxter)
7. Into the Pit (demo, performed by Fight) – 4:37 (Halford)
8. Nailed to the Gun (demo, performed by Fight) – 3:35 (Halford)
9. Slow Down – 4:52 (Halford, Marlette, Z)
10. Locked and Loaded – 3:20 (Halford, Lachman)
11. Forgotten Generation – 4:37 (Halford, Z, Baxter)
12. Drop Out – 3:41 (Halford, Z, Baxter)
13. War of Words (demo, performed by Fight) – 4:58
14. Sun – 3:51 (Halford, Z, Baxter)
15. Trail of Tears – 4:29 (Halford, Ray Riendeau, Z, Baxter, Chlasciak, Bobby Jarzombek, Lachman)
16. Redemption European Mix (hidden bonus remix of "Forgotten Generation") – 6:34 (Halford, Z, Baxter)

CD Bonus (Edizione limitata)
1. Hypocrisy U.S. Mix – 4:35
2. Vendetta Australia and So.America Mix – 4:08
3. Redemption European Mix – 6:36
4. Resistance Canadian Mix – 4:52

## Formazione
Halford (tracce 1-6, 9-12, 14, 15)
- Rob Halford – voce
- Metal Mike Chlasciak – chitarra
- Patrick Lachman – chitarra
- Roy Z – chitarra
- Ray Riendeau – basso
- Mike Davis – basso (tracce 11 e 12)
- Bobby Jarzombek – batteria

Fight (tracce 7, 8, 13)
- Rob Halford – voce
- Brian Tilse – chitarra
- Russ Parrish – chitarra
- Jay Jay – basso
- Scott Travis – batteria